# Karin Arink
Katharina Cecilia Elisabeth Arink (Delft, 29 april 1967) is een Nederlands beeldend kunstenaar, actief als beeldhouwer, installatiekunstenaar, tekenaar, keramist, en docent aan Willem de Kooning Academie te Rotterdam.
Het centrale thema in Arinks werk is "het lichaam dat zich blootgeeft of juist verbergt, over de lichamelijke ontmoeting met de ander en – sinds ze zelf moeder is – over het lichaam als plek voor de ander."

## Levensloop
Arink studeerde van 1986 tot 1990 aan de Academie voor Beeldende Kunsten te Rotterdam, nu de Willem de Kooning Academie, en vervolgens nog twee jaar aan de Rijksakademie van beeldende kunsten te Amsterdam. Ze studeerde ook enige tijd aan het Europees Keramisch Werkcentrum in Den Bosch. Van 2014 tot 2016 volgde ze een opleiding Master Education in Arts aan het Piet Zwart Instituut.
In haar studententijd heeft Arink zich in Rotterdam gevestigd, waar ze sindsdien werkzaam is als beeldend kunstenaar. Sinds 1999 is ze ook docent aan de Willem de Kooning Academie, en 2012 ook onderwijscoördinator. In 1992 ontving Arink de Prix de Rome eerste prijs in de categorie beeldhouwkunst.
In 1993 werd ze lid van de in 1991 opgerichte stichting B.A.D., een kunstenaarsinitiatief die zich gezamenlijk manifesteert in de kunst. In 1996 met Manifesta 1 in Rotterdam vormde Karin Arink met Wapke Feenstra, Jeanne van Heeswijk, Edwin Janssen, Laura Meijer, Kamiel Verschuren en Ruud Welten het kunstenaarsinitiatief NEsTWORK, dat ten tijde van Manifesta 78 dagen lang lokale kunstmanifestaties realiseerde.

## Exposities (selectie)
- 1992. Prix de Rome 1992, Museum Fodor, Amsterdam.
- 1994. Six Projects, Van Abbemuseum, Eindhoven.
- 1994. Ik + De Ander, reflections on humanity, Beurs van Berlage, Amsterdam.
- 1996. De Negen van Touche, Centraal Museum Utrecht.
- 1999. 1+1=H, Nederlands Textielmuseum, Tilburg.
- 2000. Exorcism, Esthetic Terrorism, Museum Boijmans-van Beuningen Rotterdam.[6]
- 2003. The Seven year Itch' collection, Stedelijk Museum Schiedam.
- 2008. Karin Arink - States of Self, retrospective Stedelijk Museum Schiedam.
- 2011. Kleider machen Kunst, met Reinhold Engberding, Gerhard Marcks Haus, Bremen.
- 2014. All attitudes, all shapeliness, all belongings, RAM gallery Rotterdam.
- 2015. In Search of Meaning, De Fundatie Zwolle.
- 2016. Wishful Thinking, Kunstvereniging Diepenheim.

## Publicaties (selectie)
- Elly Stegeman. Karin Arink, 1994.
- Galerie Nouvelles Images ('s-Gravenhage). 7 jonge kunstenaars: Karin Arink, Wim Bosch, Bram Herens, Job ..., 1994.
- Karin Arink. NEstwork Activities: Manifesta 1, Rotterdam 1996 : Blueprint. 1998.
- Anne Berk, Karin Arink, Petra Else Jekel. Karin Arink: States of Self : 20 Years of Artistic Practice. 2008.